# Иво Погорелић
Иво Погорелић (Београд, 20. октобар 1958) је светски познати хрватски пијаниста који живи и ради у Лугану у Швајцарској.

## Биографија
Музику је почео да учи са седам година у Београду у музичким школама Др Војислав Вучковић и Мокрањац, а школовање наставља на Централној музичкој школи у Москви (1970). Студије клавира уписује 1975. на Московском конзерваторијуму Петар Иљич Чајковски. Године 1976. почиње интензивну сарадњу са познатом грузијском пијанисткињом Алисом Казерадзе с којом потом ступа у брак у којем остаје све до њене смрти (1996).
Након неколико победа на државним такмичењима у СФРЈ, Погорелић је 1978. у Тернију на Међународном пијанистичком такмичењу Алесандро Казагранде освојио прву награду. Две године касније освојио је прво место и на Међународном музичком такмичењу у Монтреалу, где се доказао као надарен пијаниста јединствених способности. Његова шира међународна афирмација започела је након његовог искључења из завршнице престижног Међународног такмичења Фредерик Шопен, одржаног у Варшави 1980. године, услед чега је позната пијанисткиња Марта Аргерич, у знак протеста, демонстративно напустила жири, проглашавајући га генијем. Медијски одјеци овог догађаја истог су га тренутка избацили на врх међународне музичке сцене. Након дебија у њујоршком Карнеги холу 1981. године, Погорелић бележи наступе у престижним концертним дворанама Сједињених Држава, Канаде, Европе, Аустралије, Јапана, Јужне Америке и Израела. Наступао је са водећим светским оркестрима као што су Берлинска филхармонија, Бостонски симфонијски оркестар, Чикашки симфонијски оркестар, Бечка филхармонија, Филаделфијски оркестар, Филхармонијски оркестар из Лос Анђелеса, Филхармонијски оркестар Тонхале и Лондонски симфонијски оркестар.
Први албум снимио је 1981. године за дискографску кућу Дојче грамофон, са којом годину дана касније потписује дугогодишњи ексклузивни уговор. На компакт дисковима забележене су његове интерпретације дела Лудвига ван Бетовена, Роберта Шумана, Фредерика Шопена, Петра Иљича Чајковског, Сергеја Прокофјева, Мориса Равела, Франца Листа, Александра Скрјабина, Јозефа Хајдна, Доменика Скарлатија, Јоханеса Брамса, Волфганга Амадеуса Моцарта, Јохана Себастијана Баха и Модеста Мусоргског. Дискографска кућа Дојче грамофон је 2006. године објавила компилацију под насловом Pogorelich - The Genius, а 2016. године обједињено издање Pogorelich - Complete recordings са 14 албума које је уметник објавио за ову кућу упериоду од 1981. до 1998. године. 
Уз многобројна студијска снимања и учестала концертна наступања, Погорелић се изузетно занима за развој образовања, па је у Хрватској утемељио Фонд за младе музичаре намењен финансирању иностраних студија најдаровитијих младих музичара. Погорелић је, међу највећим музичким уметницима данашњице, био први којем је УНЕСКО доделио звање Амбасадора добре воље (1988). Године 1993. Погорелић је у Пасадени у САД основао Међународно пијанистичко такмичење чији је циљ да, уз 100 хиљада америчких долара стипендије, победнику такмичења омогући потпуни уметнички развој у врхунског концертног солисту. Подједнако се активно заузима за конкретну помоћ болеснима, сиромашнима и друштвено обесправљеним особама, па је у том погледу 1994. године у Сарајеву утемељио Добротворни фонд под покровитељством УНЕСКО-а.
Од 2019. године Погорелић је ексклузивни уметник дискографске куће Сони Класикал за коју је објавио два албума са делима Лудвига ван Бетовена и Сергеја Рахмањинова (2019) и Фредерика Шопена (2022).
Примио је многе домаће и међународне награде, међу којима се истичу: Октобарска награда града Београда (1987), Орландо (Дубровачке љетње игре, 1981), одликовање Ред Данице хрватске (1999), награда Порин за посебан допринос хрватској музичкој култури (1997).
Живи у Лугану у Швајцарској. У Београду је 2017. године свирао први пут после двадесет и осам година.